# Susanne Mayer
Susanne Mayer (ur. 1952) – niemiecka dziennikarka i pisarka.
Studiowała w Bonn, Fryburgu Bryzgowijskim, Oksfordzie i Ann Arbor, w 1985 roku otrzymała tytuł doktora anglistyki na Uniwersytecie we Fryburgu. Od 1983 roku była najpierw wolontariuszką, a potem dziennikarką Stuttgarter Zeitung. W 1986 przeniosła się do hamburskiego tygodnika Die Zeit, gdzie pracuje w dziale literatury. W 1984 roku otrzymała nagrodę Theodor-Wolff-Förderpreis, w latach 1990 i 1994 nagrodę Emma-Journalistinnen-Preis, przyznawaną przez kobiecą gazetę EMMA. Ma dwóch synów.

## Twórczość
- Deutschland armes Kinderland. Frankfurt 2002. ISBN 3-8218-3964-3.